# توم رايت (لاعب كرة قدم أسترالية)
توم رايت (بالإنجليزية: Tom Wright)‏ هو لاعب كرة قدم أسترالية أسترالي، ولد في 23 أغسطس 1882 في Collingwood, Victoria ‏ في أستراليا، وتوفي في 12 ديسمبر 1916 في لي ترانتسلوي في فرنسا.

## وصلات خارجية
- توم رايت على موقع AustralianFootball.com (الإنجليزية)
- توم رايت على موقع AFLtables.com (الإنجليزية)